# Кроньялето
Кроньялето (італ. Crognaleto) — муніципалітет в Італії, у регіоні Абруццо,  провінція Терамо.
Кроньялето розташоване на відстані близько 115 км на північний схід від Рима, 26 км на північ від Л'Аквіли, 22 км на південний захід від Терамо.

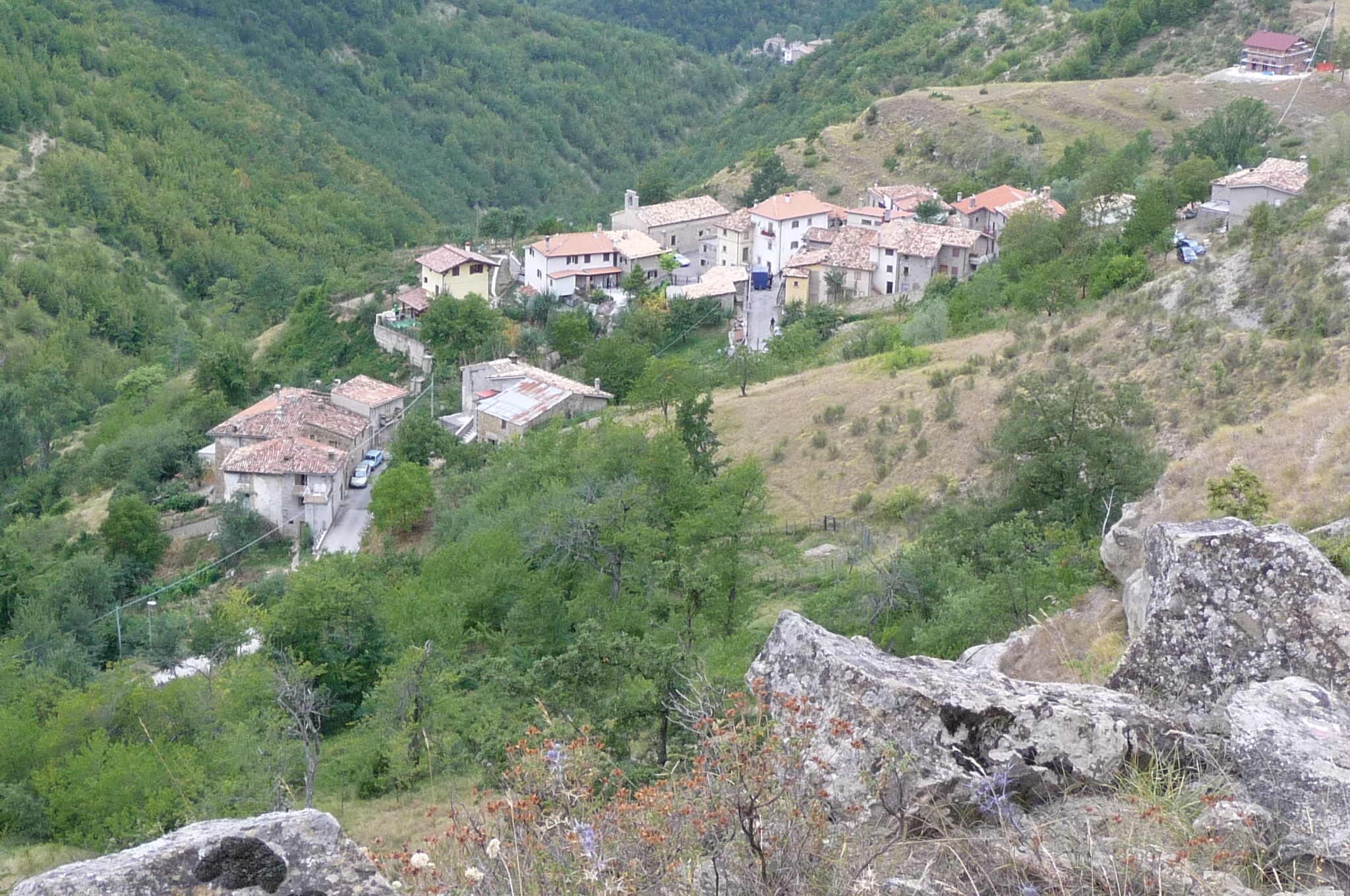

Населення — 1317 осіб (2014).

## Демографія
Населення за роками:

Станом на 1 січня 2023 року в муніципалітеті офіційно проживав 51 іноземець з 7 країн, серед них 36 громадян країн Євросоюзу та 1 громадянин України.

## Сусідні муніципалітети
- Аматриче
- Кампотосто
- Кортіно
- Фано-Адріано
- Л'Аквіла
- Монторіо-аль-Вомано